# 5-й Красносельский переулок
Пя́тый Красносе́льский переу́лок — улица в центре Москвы в Красносельском районе между Малой Красносельской улицей и 6-м Красносельским переулком .

## Происхождение названия
Раньше 5-й Красносельский так же как и 4-й  назывался Полуярославский переулок. Современное название — по примыканию к Красносельской улице.

## Описание
5-й Красносельский переулок начинается от Малой Красносельской улицы, проходит на юго-запад, затем поворачивает на северо-запад и вдоль железнодорожных линий Ярославского направления выходит на 6-й Красносельский переулок.

## Здания и сооружения
по нечётной стороне:
по чётной стороне:

## См.также
- 1-й Красносельский переулок
- Верхняя Красносельская улица